# 高橋伸彰 (経済学者)
高橋 伸彰（たかはし のぶあき、1953年7月31日 - ）は、日本の経済学者。立命館大学国際関係学部教授。専門は、日本経済論、経済政策。北海道三笠市出身。

## 来歴・人物
北海道札幌南高等学校では外岡秀俊、久間十義と同期。早稲田大学政治経済学部卒業後、日本開発銀行入行。日本経済研究センター経済分析部エコノミスト、通商産業大臣官房企画室主任研究官、日本開発銀行設備投資研究所主任研究員などを経て、1999年より立命館大学国際関係学部教授。武蔵大学教授の高橋徳行は実弟。
日本開発銀行時代の先輩に竹中平蔵がおり、竹中の最初の著書『研究開発と設備投資の経済学　経済活力を支えるメカニズム』には高橋の作成したグラフが無断使用されていたという。

## 経歴
- 2006/04-2008/03  朝日新聞書評委員会委員
- 2002/09-  財務行政モニター(近畿財務局)
- 2011/02-2013/03  全国知事会第十次自治制度研究会委員
- 2014/04-2016/03  全国知事会第十一次自治制度研究会委員

## 著書

### 単著
- 『数字に問う日本の豊かさ　政府の論理と国民の実感』（1996年、中央公論社［中公新書］）
- 『優しい経済学　ゼロ成長を豊かに生きる』（2003年、筑摩書房［ちくま新書］）
- 『少子高齢化の死角　本当の危機とは何か』（2005年、ミネルヴァ書房）
- 『グローバル化と日本の課題』（2005年、岩波書店）
- 『ケインズはこう言った　混迷日本を古典で斬る』（2012年、NHK出版新書）

### 共著
- 『設備投資と日本経済　変貌の実証分析と今後の展望』（1984年、東洋経済新報社）共著：国則守生
- 『ポスト新自由主義　民主主義の地平を広げる』（2009年、七つ森書館）共著：山口二郎、片山善博、柄谷行人、上野千鶴子、金子勝
- 『脱成長の地域再生』（2010年、NTT出版）共著：神野直彦ほか
- 『アベノミクスは何をもたらすか』（2013年、岩波書店）共著：水野和夫